# Краснопільська балка
Краснопільська балка — ландшафтний заказник місцевого значення. Об'єкт розташований на території Маловисківського району Кіровоградської області, поблизу с. Краснопілка.
Площа — 50 га, статус отриманий у 1996 році.